# Sarraltroff
Sarraltroff (Duits: Saaraltdorf) is een gemeente in het Franse departement Moselle in de regio Grand Est. De gemeente telde 791 inwoners op 1 januari 2022.

## Geschiedenis
De gemeente maakte voor 2015 deel uit van het arrondissement Sarrebourg en kanton Fénétrange. Op 1 januari van dat jaar fuseerde het arrondissement met het arrondissement Château-Salins tot het arrondissement Sarrebourg-Château-Salins. Toen het kanton op 22 maart 2015 werd opgeheven werden Sarraltroff opgenomen in het kanton Sarrebourg.

## Geografie
De oppervlakte van Sarraltroff bedraagt 11,97 vierkante kilometer; Op 1 januari 2022 was de bevolkingsdichtheid 66,1 inwoners per km².
Het deel van Sarraltroff gelegen ten westen van de Saar ligt in de Lotharingse Salzgau en het deel ten oosten van deze rivier in de Boven-Saargau.
De onderstaande kaart toont de ligging van Sarraltroff met de belangrijkste infrastructuur en aangrenzende gemeenten.

## Demografie
Onderstaande figuur toont het verloop van het inwonertal.
Assenoncourt · Avricourt · Azoudange · Bébing · Belles-Forêts · Berthelming · Bettborn · Bickenholtz · Buhl-Lorraine · Desseling · Diane-Capelle · Dolving · Fénétrange · Fleisheim · Foulcrey · Fribourg · Gondrexange · Gosselming · Guermange · Haut-Clocher · Hellering-lès-Fénétrange · Hertzing · Hilbesheim · Hommarting · Ibigny · Imling · Kerprich-aux-Bois · Langatte · Languimberg · Mittersheim · Moussey · Niederstinzel · Oberstinzel · Postroff · Réchicourt-le-Château · Réding · Rhodes · Richeval · Romelfing · Saint-Georges · Saint-Jean-de-Bassel · Sarraltroff · Sarrebourg · Schalbach · Veckersviller · Vieux-Lixheim